# Cầu Gayang
Cầu Gangdong là cây cầu bắc qua sông Hán, Hàn Quốc, nối liền quận Gangseo với quận Mapo. Cầu được hoàn thành vào năm 2002.